# For Once in My Life (album)
For Once in My Life è un album di Stevie Wonder, pubblicato dalla Motown nel 1968.

## Tracce
1. For Once in My Life (Ron Miller, Orlando Murden) 2:48
2. Shoo-Be-Doo-Be-Doo-Da-Day (Henry Cosby, Sylvia Moy, Wonder) 2:45
3. You Met Your Match (Lula Mae Hardaway, Don Hunter, Wonder) 2:37
4. I Wanna Make Her Love Me (Cosby, Hardaway, Moy, Wonder) 2:52
5. I'm More than Happy (I'm Satisfied) (Cosby, C. Grant, Moy, Wonder) 2:56
6. I Don't Know Why (Hardaway, Hunter, Paul Riser, Wonder) 2:46
7. Sunny (Bobby Hebb) 4:00
8. I'd Be a Fool Right Now (Cosby, Moy, Wonder) 2:54
9. Ain't No Lovin' (Hardaway, Hunter, Riser, Wonder) 2:36
10. God Bless the Child (Arthur Herzog Jr., Billie Holiday) 3:27
11. Do I Love Her (Wonder) 2:58
12. The House on the Hill (L. Brown, Gordy, Allen Story) 2:36